# 克勞福德縣 (堪薩斯州)
克勞福德縣（英語：Crawford County，縮寫CR）是美国堪薩斯州東南部的一個郡，東鄰密蘇里州，面積1,541平方公里。根據2020年美國人口普查，共有人口38,972人。縣治吉拉德（Girard）。該縣成立於1867年2月13日，縣名紀念第三任堪薩斯州州長賽繆爾·J·克勞福德。